# Brug 815
Brug 815 is een vaste brug in Amsterdam-Zuid.
Ze is gelegen tussen het Gijsbrecht van Aemstelpark (voetpad Hunneschans) en de Van der Boechorststraat. Ze vormt tevens een indirecte verbinding tussen twee delen van genoemd park, dat zowel ten oosten (grote deel) als ten westen (kleine deel). Ontwerpen van bruggen werden destijds verzorgd door de Dienst der Publieke Werken, waar toen architecten Dick Slebos en Dirk Sterenberg de esthetiek van de bruggen verzorgden. Die laatste is verantwoordelijk voor een tiental bruggen in en om het park. Ze dateren alle uit de jaren zestig en hebben derhalve alle hetzelfde uiterlijk. Het aanbesteden van brug 815 maakte uit van een pakket voor de bouw van twaalf bruggen in 1962/1963 in Buitenveldert. De voetbrug is ongeveer 3,60 meter breed en heeft drie doorvaarten. Er is een centrale doorvaart van 9,1 meter en twee doorvaarten daarnaast van elk 4,45 meter met daartussen betonnen brugpijlers. Het geheel van betonnen landhoofden en liggers van gewapend beton wordt gedragen door een houten paalfundering. De brug heeft een lengte van iets meer dan 20 meter en ligt op de landhoofden in een 25 meter brede afwateringstocht die parallel loopt aan de Van de Boechorststraat.

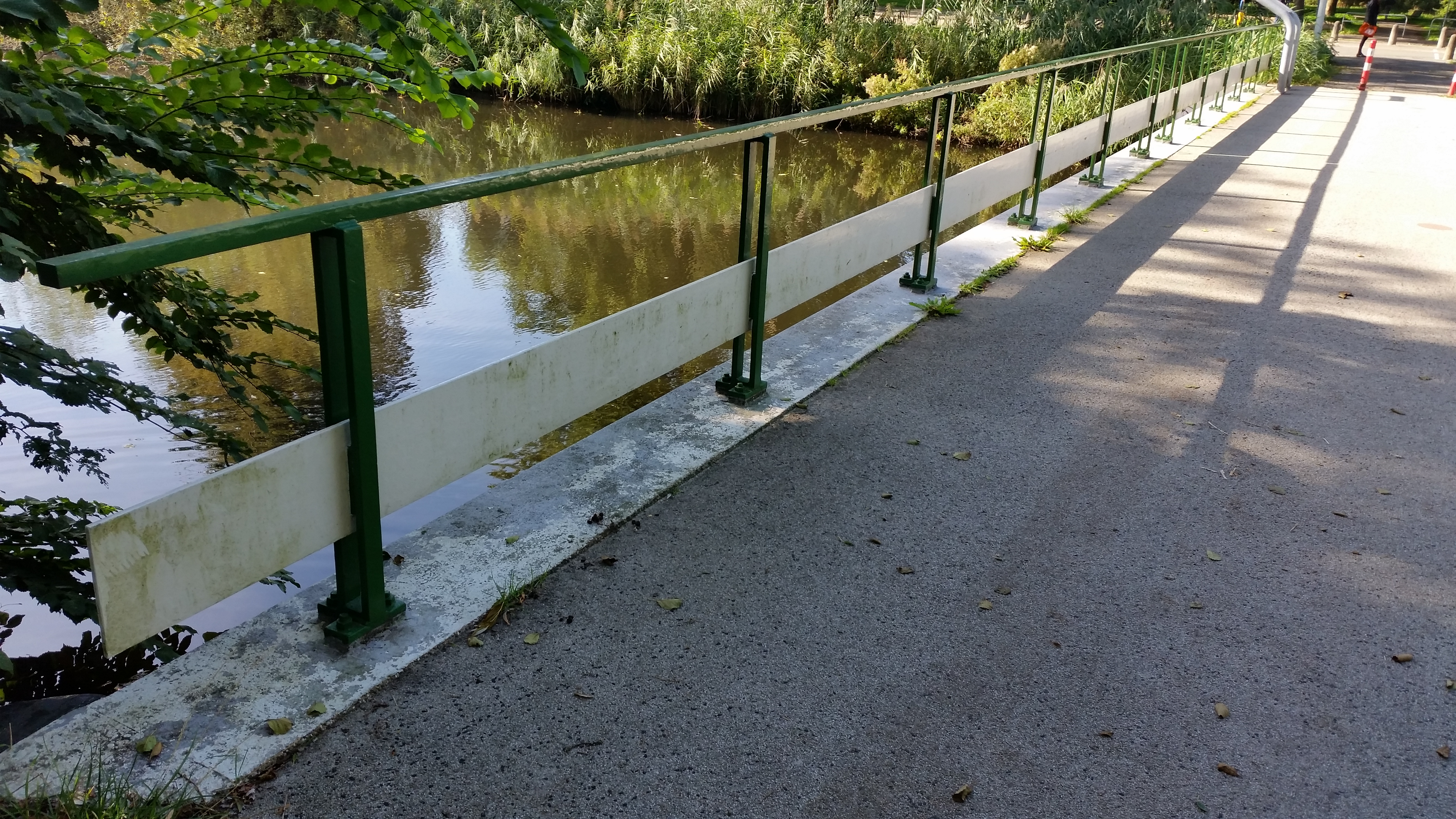
Brugleuning (oktober 2018)

<<< · 801 · 802 · 803 · 804 · 805 · 808 · 811 · 812 · 813 · 814 · 815 · 816 · 817 · 818 · 819 · 820 · 821 · 822 · 823 · 824 · 825 · 826 · 827 · 828 · 829 · 830 · 831 · 832 · 833 · 834 · 835 · 836 · 837 · 838 · 839 · 840 · 841 · 842 · 844 · 845 · 846 · 848 · 849 · 850 ·  854 · 856 · 857 · 858 · 859 · 860 · 863 · 864 · 865 · 866 · 867 · 868 · 869 · 870 · 871 · 872 · 873 · 875 · 876 · 877 · 889 · 890 · 891 · 892 · 893 · 895 · 896 · 897 · 898 · 899 · >>>
Brugnummers 800, 806, 807, 809, 810, 843 (gesloopt, Uilenstede, Amstelveen), 847 (Uilenstede, Amstelveen) , 851 (gesloopt, Dirk Sterenberg), 852 (gesloopt, Dirk Sterenberg), 853 (gesloopt, Dirk Sterenberg), 855, 861, 862, 874, 878, 879, 880, 881, 882, 883, 884, 885, 886, 887, 888, 894 zijn niet (meer) vergeven.